# Oedignatha coriacea
Oedignatha coriacea là một loài nhện trong họ Corinnidae.
Loài này thuộc chi Oedignatha. Oedignatha coriacea được Eugène Simon miêu tả năm 1897.